# Масарикова улица (Београд)
| МАСАРИКОВА · улица | МАСАРИКОВА · улица   |
| ------------------ | -------------------- |
|                    |                      |
| Општина            | Врачар, Савски венац |
| Почетак            | Улица кнеза Милоша   |
| Крај               | Ресавска улица       |
| Дужина             | 200 m                |
| Названа            | Томаш Масарик        |
|                    |                      |
|                    |                      |
| Масарикова улица   |                      |

Масарикова улица је улица која се налази у Београду, у општинама Врачар, лева страна и Савски венац, десна страна.

## Траса
Масарикова улица почиње од улице кнеза Милоша и у дужини од око 200 м пружа се праволинијски до Ресавске улице. Постоји 39 Масарикових улица, у насељима и градовима Србије.

## Назив улице
Масарикова улица је име добила по Томашу Масарику, (1850-1937) државнику и филозофу из Прага. Био је борац против агресивне политике Аустроугарске на Балкану, борио се за аутономију Чехословачке и био први председник Чехословачке Републике (1918-1936).

## Значајни објекти
У Масариковој улици се налазе: 
- Елетродистрибуција Србије, Масарикова 1-3,
- Пословни солитер "Београђанка", Масарикова 5, у коме су смештене бројне агенције, продавнице, спортски савези, РТ студио Б, и др.
- Привредни суд, Масарикова 2,
- Паркинг гаража, Масарикова 4,

## Посебни објекти у оквиру просторне културно-историјске целине
Подручје уз Улицу кнеза Милоша у Београду (просторно културно-историјска целина) обухвата простор и објекте на катастарским парцелама КО Врачар, КО Стари град и КО Савски венац. У оквиру просторно културно-историјске целине следећи објекат, између осталих, утврђен је за непокретно културно добро:
- Зграда Официрске задруге, Масарикова 4, Савски венац (Решење Завода за заштиту споменика културе града Београда бр. 1070/3 од 30. децембар 1966.) - културно добро од великог значаја (Одлука о утврђивању, "Службени гласник СРС", број 14/79)

У оквиру просторно културно-историјске целине следећи објекат, између осталих, ужива статус добра под претходном заштитом:
- Палата "Београд", Масарикова 5, Краља Милана 38[3]

## Градски превоз
Масариковом улицом не пролазе линије градског превоза али у оближњим улицама пролазе - Ресавском улицом: трамвај 12Л (ОМЛАДИНСКИ СТАДИОН - СТАРИ САВСКИ МОСТ - МОСТ НА АДИ - БАНОВО БРДО) и 7 (УСТАНИЧКА - БЛОК 45), аутобус 74 (БЕЖАНИЈСКА КОСА - МИРИЈЕВО 3), и улицом кнеза Милоша: аутобуси 23 (КАРАБУРМА 2 - ВИДИКОВАЦ), 37 (ПАНЧЕВАЧКИ МОСТ/ЖЕЛЕЗНИЧКА СТАНИЦА/ - КНЕЖЕВАЦ), 44 (ПАНЧЕВАЧКИ МОСТ /ЖЕЛЕЗНИЧКА СТАНИЦА/ - КНЕЖЕВАЦ), 58 (ПАНЧЕВАЧКИ МОСТ /ЖЕЛЕЗНИЧКА СТАНИЦА/ - НОВИ ЖЕЛЕЗНИК) и тролејбуси 40 (ЗВЕЗДАРА - БАЊИЦА 2) и 41 (СТУДЕНТСКИ ТРГ - БАЊИЦА 2).